# Milan Golubović
Milan Golubović (serbisch-kyrillisch Милан Голубовић; * 21. September 2000 in Belgrad, BR Jugoslawien) ist ein serbischer Handballspieler.

## Karriere

### Verein
Der 1,90 m große rechte Rückraumspieler spielte in Serbien für Dinamo Pančevo, mit dem er am EHF Challenge Cup 2019/20 und am EHF European Cup 2022/23 teilnahm. In der Saison 2023/24 lief er für den serbischen Verein RK Vojvodina auf. Mit Vojvodina gewann er 2024 die serbische Meisterschaft. Anschließend wechselte er zum ungarischen Erstligisten Tatabánya KC. Für die Saison 2025/26 wurde er von der HSG Bärnbach/Köflach verpflichtet.

### Nationalmannschaft
Bei den Mittelmeerspielen 2022 gewann er mit der serbischen A-Nationalmannschaft die Bronzemedaille. Bisher bestritt er mindestens sechs Länderspiele, in denen er ein Tor erzielte.

## Erfolge
- RK Vojvodina
  - 1× Serbischer Meister  2023/24